# Beaujeu (Adelsgeschlecht)
Beaujeu war eine Familie des burgundischen Adels, die erstmals im 10. Jahrhundert bezeugt ist und die Herrschaft Beaujeu regierte. Ihr Stammsitz war Beaujeu, ihr Machtzentrum das Beaujolais. Die Familie starb zu Beginn des 14. Jahrhunderts als Besitzer von Montferrand und Montpensier aus. Sie führten zeitweise auch die Titel: Herren von Chalamont, Cordon, Virieu. Humbert V. erhielt auch den Titel eines Fürsten der Dombes.

Wappen der Herren von Beaujeu

Die Bedeutung der Familie beruht vor allem auf fünf Personen aus zwei Generationen des 13. Jahrhunderts:
- Humbert V. de Beaujeu, † 1250, Connétable von Frankreich
- Guichard V. de Beaujeu, † 1265, dessen Sohn, Connétable von Frankreich
- Humbert II. de Beaujeu, Seigneur de Montpensier, † vor 1285, dessen Neffe, Connétable von Frankreich
- Henri (Erric) de Beaujeu, † 1270, dessen Bruder, Marschall von Frankreich
- Guillaume de Beaujeu, X 1291, dessen Bruder, Großmeister des Templerordens

## Stammliste (Auszug)

### Bis Humbert III.
1. Bérard de Beaujeu, † 961/966; ⚭ Wandelmodis de Salins, Tochter von Humbert I. Herr von Salins (Haus Mâcon)
  1. Humbert I., Seigneur de Beaujeu, † vor 1016; ⚭ Hermelt/Ameldis, † 997/998
    1. Guichard I., Seigneur de Beaujeu, † 1031/1050; ⚭ Adélaide
      1. Guichard II., Seigneur de Beaujeu, † nach 1070; ⚭ Ricoaire de Salornay
        1. Humbert II., Seigneur de Beaujeu, † wohl 1102/03; ⚭ I Wandelmode de Thiern, Tochter von Vicomte Guillaume III. (Haus Thiern); ⚭ II um 1080 Auxilia, Tochter von Amadeus II., Graf von Savoyen (Stammliste des Hauses Savoyen)
          1. Guichard III., † 1137; ⚭ 1108 Lucienne von Rochefort,  Tochter von Guy I. (Haus Montlhéry), geschieden von König Ludwig VI.
            1. Alix und Marie, beide 1118 bezeugt, eine von beiden ⚭ Guigues I., Graf von Lyon und Forez (Haus Albon)
            2. Humbert III., 1136 Seigneur de Beaujeu, *wohl  1120, † 1174; ⚭ um 1140 Alix, Tochter von Amadeus III., Graf von Savoyen (Haus Savoyen) – Nachkommen siehe unten

          2. Wandelmode; ⚭ Renaud III. Graf von Joigny, † 1150

        2. Wandelmode; ⚭ Guillaume III., Graf von Lyon und Forez, † nach 1097

      2. Béraud II., Seigneur de Beaujeu

    2. Gauthier, † 1062, 1030/62 Bischof von Mâcon

### Ab Humbert III.
1. Humbert III., 1136 Seigneur de Beaujeu, * wohl  1120, † 1174; ⚭ um 1140 Alix, Tochter von Amadeus III., Graf von Savoyen (Haus Savoyen) – Vorfahren siehe oben
  1. Humbert IV., * 1142, † 1202; ⚭ um 1160 Agnès de Thiern, Dame de Montpensier, Tochter von Guy de Thiern, Seigneur de Montpensier (Haus Thiern), Witwe von Raymond de Bourgogne, Comte de Grignon (Älteres Haus Burgund)
    1. Guichard IV. le Grand, † 27. September 1216; ⚭ 1196 Sibylle von Hennegau, † 1227, Tochter von Balduin V., Graf von Hennegau und (als Balduin VIII.) Graf von Flandern (Haus Flandern)
      1. Humbert V., † 25. Juli 1250 in Ägypten, 1216 Seigneur de Beaujeu, Connétable von Frankreich; ⚭ 1219 Marguerite de Beaugé, Dame de Miribel, Tochter von Guy de Beaugé, Seigneur de Miribel
        1. Guichard V., † 9. Mai 1265, 1250 Herr von Beaujeu; ⚭ 1260 Blanche de Chalon, † 1306, Tochter von Jean I. le Sage, Graf von Chalon (Haus Chalon)
        2. Isabelle, † Januar 1297, 1265 Dame de Beaujeu; ⚭ I um 1240 Simon II., Graf von Semur-en-Brionnais, Herr von Luzy (Haus Semur); ⚭ II November 1247 Rainald (Renaud), Graf von Forez, † 13. November 1270 (Haus Albon)
        3. Sibylle, † vor 1269, Dame de Belleroche; ⚭ 1250 Aymar IV. de Poitiers, Graf von Valentinois (Haus Poitiers-Valentinois)
        4. Béatrice, 1250 bezeugt; ⚭ Robert de Montgascon, † 1248
        5. Marguerite, † 18. Januar 1260, 1248 als Witwe Priorin von Polletins; ⚭ Béraud de La Mothe-Saint-Jean, † vor 1248

      2. Guichard II., † vor 1256, 1216 Seigneur de Montpensier; ⚭ 1226 Catherine Dauphine de Clermont, Dame de Montferrand et d’Herment, Tochter von Guillaume Dauphin et Comte de Clermont (Haus Auvergne)
        1. Humbert II. de Beaujeu, † vor 14. November 1285, Seigneur de Montpensier, Connétable von Frankreich; ⚭ vor 25. Juli 1276 Isabelle de Mello, Dame de Saint-Maurice-Thizouaille, Tochter von Guillaume dem Jüngeren (Haus Mello), Witwe von Guillaume III., Graf von Joigny (Haus Joigny)
          1. Jeanne, Dame de Montpensier, † Januar 1308; ⚭ 1292 Jean II., Graf von Dreux und Braine, † 7. März 1309 (Haus Frankreich-Dreux)

        2. Henri (Erric), † 2. Mai 1270, Seigneur d'Herment, Marschall von Frankreich; ⚭ Arengarde d‘Aubusson, Tochter von Guillaume II. Vizegraf von Aubusson
        3. Guillaume de Beaujeu, X 18. Mai 1291 bei der Belagerung von Akkon, Seigneur de Sévans, 1253 Ritter des Templerordens, 1273 Großmeister des Templerordens
        4. Louis I., † 26. September 1280, Seigneur de Montferrand, 1270 Seigneur d‘Herment; ⚭ Marguerite de Beaumetz, Dame de Châteaumeillant, Tochter von Thibaut, Seigneur de Mirabeau, sie heiratete in zweiter Ehe 1282 Henri III. Seigneur de Sully, (Haus Blois)
          1. Louis II., Seigneur de Montferrand et d’Herment, † 1296; ⚭ Dauphine du Broc, Tochter von Pierre, Seigneur du Broc
            1. Louis III, Ritter, Seigneur de Montferrand et du Broc

          2. Guichard; ⚭ Catherine du Broc, Tochter von Pierre, Seigneur du Broc
          3. Marguerite; ⚭ Hélie VIII. Vicomte de Ventadour (Haus Comborn)

      3. Henri, † vor 1264, Seigneur de Bugey
      4. Agnes, † 11. Juli 1231; ⚭ 1222 Theobald IV., 1201 Graf von Champagne, 1234 König von Navarra, † 1253 (Haus Blois)
      5. Marguerite; ⚭ Henri de Vienne, Seigneur de Montmorot, † 1223 (Stammliste des Hauses Burgund-Ivrea)

    2. Alix, als Witwe Äbtissin von Fontevrault, ⚭ Renaud III., Graf von Nevers und Tonnerre, † 1191 (Haus Monceaux)

  2. Hugues
    1. Guicharde; ⚭ Archambault VI. Vicomte de Comborn (Haus Comborn)

  3. Pontia; ⚭ Wilhelm IV., Graf von Mâcon und Vienne, † 1224 (Stammliste des Hauses Burgund-Ivrea)